# Albert Chandler
Pour les articles homonymes, voir Chandler.
Albert Benjamin « Happy » Chandler, Sr., né le 14 juillet 1898 à Corydon et mort le 15 juin 1991 à Versailles (Kentucky), est le 44e et 49e gouverneur du Kentucky, Sénateur américain, deuxième Commissaire de la Ligue majeure de baseball et membre du Temple de la renommée du baseball. Son attitude joviale lui vaut le surnom de « Happy » tout au long de sa vie.
Son premier mandat de  gouverneur est considéré comme l'un des plus productifs de l'histoire du Kentucky. Défait dans la course au Sénat par Alben William Barkley, il devient tout de même sénateur à la suite du décès d'un jeune membre en poste. Démissionnaire, il devient commissaire de la Ligue majeure de baseball pendant une période marquée par l'intégration des joueurs noirs comme Jackie Robinson en Ligue majeure, brisant une interdiction de 70 ans votée par la Cour suprême des États-Unis et combattant la ségrégation raciale aux États-Unis.
Vingt ans après son premier mandat, il est de nouveau élu  gouverneur du Kentucky avec le célèbre slogan : « Be Like Your Pappy and Vote For Happy » (« Faites comme votre père et votez pour Happy »). À son décès en 1991 à l'âge de 92 ans, il est le plus vieux sénateur américain encore vivant.

## Enfance et études
Né à Corydon, dans le comté de Henderson au Kentucky en 1898, Albert Chandler connait une enfance difficile. D'après son auto-biographie, son premier souvenir remonte au moment où sa mère, Callie Saunders-Chandler, abandonne la famille alors qu'il avait quatre ans. Bien qu'élevé par son père avec le soutien de ses proches, il vend des journaux à l'âge de huit ans pour suppléer aux finances de la famille. Son frère cadet de deux ans meurt en chutant d'un arbre alors qu'il récoltait des fruits. Albert est alors âgé de seize ans.
Il s'inscrit en 1917 à l'université Transylvania de Lexington, contre l'avis de son père et avec seulement « un pull rouge, un billet de cinq dollars et son sourire » (« a red sweater, a five dollar bill and a smile »). Happy comme on le surnomme, est capitaine des équipes de baseball et de basket-ball ainsi que quarterback au football américain. Il rejoint la confrérie Pi Kappa Alpha. Albert effectue divers petits boulots pour financer sa scolarité. À l'automne 1918, il est volontaire pour intégrer les Student Army Training Corps mais ceux-ci sont dissous lors de la signature de l'armistice de 1918 mettant fin à la Première Guerre mondiale. Pendant la coupure estivale, il joue semi-professionnel au baseball pour gagner un peu d'argent, notamment à Grafton et Hallock dans le Dakota du Nord en 1920 et 1921.
Diplômé en 1921, il quitte l'université avec une licence et un surnom qu'il gardera toute sa vie, « Happy », en raison d'une attitude joviale. Albert étudie à la prestigieuse Law School d'Harvard, entraînant des athlètes pour financer sa scolarité. De retour dans son État de naissance en 1922, il obtient une licence en droit deux ans plus tard à l'université du Kentucky tout en continuant à entraîner près de Versailles pour payer ses études. Dans les cinq années qui suivent, il est entraîneur assistant à Danville et travaille comme avocat du barreau à Versailles.
Happy rencontre Mildred Watkins alors qu'il plaide pour Margaret Hall, une école épiscopale de filles. Il la persuade de rompre son engagement avec un autre homme et bien qu'elle lui confesse avoir été déjà mariée et être mère d'une fille de deux ans, ils se marient le 12 novembre 1925. Chandler adopte la fille de Mildred, Marcella. Ils auront trois enfants ensemble : Mimi, Ben et Dan.

## Carrière politique

### Débuts
Sa carrière politique débute en 1928 avec sa nomination au poste de Maître Commissaire à la Circuit Court du Comté de Woodford par le juge Ben Williams. Un an plus tard, il est élu représentant du 22e district sénatorial à la chambre haute de l'Assemblée générale du Kentucky par 426 247 voix contre 353 573 au Républicain John C. Worsham,. Il se fait un nom en militant contre l'abrogation des paris mutuels et la construction d'un barrage hydro-électrique aux Cumberland Falls, deux propositions qui ne passeront pas.
En 1931, il est élu Lieutenant-gouverneur du Kentucky avec une large majorité des voix. Pourtant rassemblés sous un ticket démocrate, le gouverneur Ruby Laffoon et Chandler ont des opinions divergentes et ce dernier ne soutient pas les programmes de son partenaire, notamment à propos d'une taxe sur les ventes soutenue par Laffoon mais combattue par Chandler. Pendant son mandat, Albert est aussi l'officier présidant au Sénat du Kentucky bien que ses opposants essayent de limiter ses prérogatives en raison de sa rupture avec Laffoon.
Ruby Laffoon choisit Thomas Rhea pour lui succéder au poste de gouverneur mais c'était sans compter sur les ambitions d'Albert Chandler. Conseillé par ses alliés politiques, il réalise une manœuvre subtile qui va lui permettre de tenter sa chance pour l'élection de 1935. Comme stipulé dans la Constitution du Kentucky à l'époque, le lieutenant-gouverneur a la fonction de gouverneur à sa charge dès lors que le gouverneur en poste quitte l'État. Profitant d'une absence de Laffoon, il convoque une assemblée extraordinaire et pousse une loi qui change les modalités de nomination des candidats. Ils ne sont désormais plus choisis lors de conventions de partis mais par des primaires. Ce coup porté à la machine politique fait de lui un héros auprès de nombreux électeurs.

### Gouverneur
À la suite de ce « coup », Chandler fait campagne contre Thomas Rhea et après l'avoir battu lors des primaires, remporte l'élection face au candidat Républicain King Swope par 556 262 voix contre 461 104 et devient  gouverneur du Kentucky le 10 décembre 1935. À 37 ans, il est surnommé le Boy Governor. Comme promis durant sa campagne, il abroge la taxe d'état sur les ventes, compensant les pertes financières par une augmentation de l'impôt sur le revenu et de la Excise taxe, une taxe sur les biens de consommation produits ou vendus dans l'État du Kentucky. L'abrogation du Prohibition Amendment permet à Chandler de trouver d'autres sources de revenus : une taxe sur le whisky. Son mandat se place sous le signe de l'austérité et de la responsabilité financière. Le Government Reorganization Act de 1936 effectue des coupes budgétaires dans l'administration qui réduisent de 28 millions de dollars, soit de 75 %, la dette de l'État.
Albert Chandler augmente cependant de nombreux budgets. Il soutient la loi pour les pensions des retraités, la Old Age Pension Law, et crée un fonds de pension pour les enseignants de l'État. En 1936, il attribue 2 millions de dollars à la réfection des voies de circulation rurales et fait bénéficier le Kentucky du Rural Electrification Act, qui permet aux États d'emprunter de l'argent pour aménager des réseaux électriques dans les zones rurales. Chandler rend les livres scolaires gratuits et augmente les subventions allouées aux écoles, lycées et universités de l'État. À l'issue de sa première année de mandat, le président de l'université du Kentucky, Frank L. McVey, déclare que « plus a été accompli que ce que l'on aurait cru possible ».
Son aura continue de grandir lors des inondations de l'Ohio en 1937 pendant lesquelles il supervise personnellement l'évacuation du pénitencier de Frankfort. Bien qu'opposé aux tactiques des partis ouvriers, telles que les opérations boutiques fermées et Sit-in, il s'attire l'amitié de ces associations en créant un département des Relations Industrielles et en supportant le Child Labor Amendment, qui a pour but de contrôler, limiter et interdire le travail de mineurs. Ce dernier n'est pas ratifié par suffisamment d'États pour entrer en vigueur. Pendant son mandat, il obtient des doctorats à l'université Transylvania en 1936 puis à la faculté de droit de l'université du Kentucky en 1937.

### Sénateur
En 1938, alors toujours gouverneur, Albert Chandler challenge Alben William Barkley, leader de la majorité au Sénat et futur vice-président des États-Unis lors des primaires du Kentucky. Pourtant très populaire, Barkley reçoit la visite et le soutien du président Franklin Delano Roosevelt. Happy perd la primaire face à Barkley.
Albert rejoindra tout de même le Sénat. À la suite du décès du plus jeune sénateur de l'État, M. M. Logan, Chandler conclut un accord avec son lieutenant-gouverneur, Keen Johnson. Il démissionne de son poste le 9 octobre 1939 et laisse la place à ce dernier, lequel en retour le nomme remplaçant du jeune défunt le 10 octobre 1939. Happy conserve son siège lors d'une élection de remplacement de Logan le 5 novembre 1940, avant d'être réélu pour un mandat plein de six ans en 1942, battant son ancien allié John Y. Brown Sr. Il se lie d'amitié avec le comédien Bob Hope.
Tout au long de son mandat de Sénateur, il se range la plupart du temps derrière les prises de positions du président Roosevelt. Membre du Comité des Affaires militaires, il est l'un des porte-parole de l'opposition à la priorité donnée au front militaire en Europe au détriment de celui du Pacifique pendant la Seconde Guerre mondiale, allant à l'encontre des politiques fiscales du New Deal dans ce secteur. Il se rend dans de nombreuses bases militaires de l'Alaska, militant pour le renforcement des bases des Îles Aléoutiennes. Il fait partie, en 1943, d'un groupe de six sénateurs qui effectue un tour du monde des bases militaires américaines.

## Commissaire de la Ligue majeure de baseball

### Élection
Lors du décès du premier commissaire de la Ligue majeure de baseball, Kenesaw Mountain Landis, en 1944, un officiel du département de la Guerre, le colonel John O. Gottlieb, fait campagne pour l'élection de Chandler au poste vacant. Bien que dernier candidat mis en avant lors des auditions d'avril 1945, il est élu à l'unanimité par les gérants des franchises de la Ligue majeure. Il démissionne de son poste de Sénateur le 5 novembre 1945 pour devenir le deuxième Commissaire de la Ligue. Il aide Grafton, un de ses anciens clubs, à construire un nouveau terrain de baseball qui sera nommé en son honneur.

### Tensions
Happy Chandler ne s'entend pas avec Leo Durocher, manager des Brooklyn Dodgers. Il considère son comportement anti-sportif, notamment son association avec de grands noms du jeu et son mariage controversé avec l'actrice Laraine Day. Le gérant des Yankees de New York, Larry MacPhail, recrute deux entraineurs des Dodgers, Chuck Dressen et John Corriden alors qu'ils étaient toujours employés par la franchise de Brooklyn. Durocher est soupçonné de chercher un poste chez les Yankees. 6 jours avant le début du championnat, Albert Chandler suspend Durocher pour toute la saison 1947, justifiant sa décision par une succession d'incidents malheureux et un comportement négatif pour l'image du baseball,. Il suspend aussi Dressen pour 30 jours et inflige une amende de 2 000 dollars à MacPhail et aux Dodgers. Les Dodgers remportent la Série mondiale sous le commandement de Burt Shotton.
Dans le même temps, Happy Chandler prend des mesures radicales avec les joueurs qui s'exilent au Mexique pour y jouer dans les ligues indépendantes. Ces deux événements assoient l'autorité de Chandler sur la Ligue majeure de baseball.

### Le Commissaire des joueurs

#### Lutte contre la ségrégation raciale
Sa première année de mandat est marquée par la décision du manager général des Brooklyn Dodgers, Branch Rickey, de casser l'interdiction empêchant des joueurs noirs d'évoluer en Ligue majeure. Bien que les quinze autres franchises s'y soient opposées lors d'une rencontre secrète, Happy Chandler autorise Rickey à signer Jackie Robinson, des Negro Leagues, aux Royaux de Montréal, une franchise affiliée aux Dodgers. Jackie devient en avril 1947 le premier joueur noir à évoluer en Ligue majeure.
Il témoigne dans son autobiographie: « J'ai déjà beaucoup réfléchi à la situation raciale dans notre pays. En tant que membre du Comité des Affaires militaires au Sénat, j'ai eu l'occasion du nombre de pertes humaines que nous avons subies pendant la guerre. De nombreux noirs étaient volontaires pour s'y rendre, se battre et mourir pour notre pays. Est-ce normal si, à leur retour, je leur dit qu'ils n'ont pas le droit de jouer à leur passe-temps national? Vous savez, Branch, je vais rencontre mon Créateur un jour. Et s'il me demande pourquoi que je n'ai pas laissé ce garçon jouer, et que je dis que c'est parce qu'il était noir, ce ne devrait pas être une réponse satisfaisante. Si Dieu a fait des gens noirs, blancs, d'autres rouges ou jaunes, il doit avoir une bonne raison. Ce n'est pas mon travail de décider quelle couleur il faut pour jouer en Ligue majeure de baseball. Mon travail est de faire en sorte que le jeu se déroule selon les règles et que chacun ait sa chance. Je crois que si je fais ça, je pourrais rencontrer mon Créateur la conscience tranquille ».

#### Fonds de pension
Pendant l'année 1947, Albert Chandler crée un fonds de pension pour les joueurs de la Ligue majeure. Il alloue les 475 000 dollars issus d'un contrat de trois ans de diffusion radio de la Série mondiale au fonds. Deux ans plus tard en 1949, Chandler négocie un contrat de sept ans avec Gillette Safety Razor et Mutual Broadcasting System portant sur les droits de la Série mondiale. Les 4 370 000 dollars récoltés sont attribués au fonds de pension. En 1950, Chandler négocie un nouveau contrat avec ces deux compagnies ajoutant le Match des étoiles de la Ligue majeure de baseball parmi les droits. Les 6 000 000 de dollars terminent aussi dans les caisses du fonds de pension.
Candidat à sa réélection en 1951, il fait les frais de sa politique d'ouverture sociale et n'est pas choisi par les gérants des franchises pour un second mandat. Ford Frick devient le troisième commissaire, une position qu'il garde jusqu'en 1965.

## Retour en politique
De retour à Versailles au début des années 1950, Chandler reprend sa profession d'avocat. Il est président de la West Virginia Fuel Corporation, membre du comité exécutif de Coastal States Ligue Insurance Company et de Irving Air Chute Company. Il est aussi président du International Baseball Congress. Il ne reste cependant pas longtemps loin des projecteurs médiatiques. Si la constitution du Kentucky ne permet pas conserver son poste de gouverneur, elle permet en revanche d'être à nouveau élu après au moins quatre ans sans mandat.

### Second mandat de gouverneur
20 ans après être devenu le 44e gouverneur du Kentucky, il remporte la primaire démocrate face à Bert T. Combs puis l'élection face au républicain Edwin R. Denney par 451 647 voix contre 322 671,. Happy devient le 49e  gouverneur du Kentucky, notamment grâce au slogan : « Be Like Your Pappy and Vote For Happy » (« Faites comme votre père et votez pour Happy »).
Le contexte politique est différent de celui des années 1930. Albert Chandler a rejoint depuis 1948 les Dixiecrats, une branche dissidente du Parti démocrate appelée « démocrate du Sud ». Ce choix lui a fait perdre des alliés politiques, aussi bien sur le plan national qu'au plan local. Ceci ne l'empêche pourtant pas d'accomplir son mandat dans de bonnes conditions, poursuivant la politique entamée vingt ans auparavant. Il se concentre sur l'amélioration du système éducatif et des équipements publics. Le centre médical de l'université du Kentucky, dont il a supervisé la construction, porte son nom. Après avoir autorisé Jackie Robinson à évoluer en Ligue majeure de baseball, Albert Chandler déploie la Garde nationale pour assurer la sécurité des noirs dans les écoles de l'État lors de l'intégration raciale en 1956.

### Fin de carrière
Happy Chandler tente à plusieurs reprises de redevenir gouverneur, mais ses tentatives en 1963 face à Edward T. Breathitt et 1967 face Henry Ward échouent toutes les deux. En 1967, après avoir perdu la nomination démocrate, il change de côté et soutient le républicain Louis B. Nunn, vainqueur de l'élection. Considéré par George Wallace comme numéro trois sur sa liste pendant la campagne de 1968, il est délaissé par ce dernier après la publication dans la presse de son rôle lors de la lutte contre la ségrégation raciale, au baseball comme dans les écoles.
Il reste actif, notamment membre du Board of Trustees de l'université Transylvania et de l'université du Kentucky. En avril 1988, pendant une discussion sur les investissements de l'université du Kentucky en Afrique du Sud, il déclare : « Vous savez il n'y a que des noirs au Zimbabwe maintenant. Il n'y a plus de blancs. », provoquant l'indignation de groupes d'étudiants. Il s'excusera plus tard pour ses propos.
Élu au Temple de la renommée du Kentucky en 1957, il est élu au Temple de la renommée du baseball en 1982. Il publie, en 1989, en compagne de Vince H. Trimble, son autobiographie.
Happy Chandler décède le 15 juin 1991 à Versailles, des suites d'une crise cardiaque. Il est à sa mort le plus ancien Sénateur encore vivant. Les gouverneurs du Kentucky se réunissent toujours pour un petit-déjeuner le matin du Kentuck Derby, une tradition instaurée par Happy en 1936.